# André Cruz
André Alves da Cruz (Piracicaba, 20 de setembro de 1968) é um ex-futebolista brasileiro que atuava como zagueiro. Defendeu clubes como Ponte Preta, Flamengo, Milan e Sporting, além da Seleção Brasileira.

## Carreira
André Cruz iniciou sua trajetória esportiva nas categorias de base da Ponte Preta, tendo se profissionalizado em 1987.
Campeão dos Jogos Pan-Americanos em 1987, integrou também a equipe que conquistou a medalha de prata nos Jogos Olímpicos de Seul, em 1988. No ano seguinte, participou da Seleção Brasileira que venceu a Copa América de 1989, realizada no Brasil.
Em 1989, sua transferência para o Vasco da Gama estava praticamente concluída. No entanto, o Flamengo, impulsionado pela recente contratação de Bebeto pelo clube cruz-maltino, anunciou a aquisição de André Cruz, que obteve condições legais de jogo apenas em 1990, após a liberação contratual.
Após defender a Ponte Preta e o Flamengo, André Cruz transferiu-se para o futebol europeu, onde construiu uma carreira longa e bem-sucedida. Durante mais de uma década na Europa, o zagueiro teve passagens de destaque por clubes da Bélgica (Standard de Liège), Itália (Napoli, Milan e Torino) e Portugal (Sporting).
Enquanto atuava pelo Milan, foi convocado por Zagallo para integrar o elenco da Copa do Mundo de 1998, em substituição ao zagueiro tetracampeão Márcio Santos, afastado por lesão. Apesar da convocação, não chegou a atuar na competição, realizada na França.
André Cruz chegou ao Sporting na segunda metade da temporada 1999–2000. Pelo clube português, conquistou dois títulos da liga nacional, duas Supertaças e uma Taça de Portugal. Deixou a equipe em 2002.
No retorno ao Brasil, doze anos após sua saída, defendeu o Goiás e o Internacional. Em 2004, durante sua segunda passagem pelo Goiás, decidiu encerrar a carreira. À época, chegou a considerar uma proposta para retornar ao Napoli, que disputava a Terceira Divisão italiana após ter declarado falência. O clube buscava um jogador experiente para reforçar o elenco, mas as negociações não avançaram.

## Vida pessoal
Atualmente mora na cidade de Santa Bárbara d'Oeste, em São Paulo, tem uma escola de futebol em Campinas e também faz palestras contando sua vida como motivação pessoal e mostrando como futebol é igual a uma empresa.

## Títulos
Flamengo
- Copa do Brasil: 1990
- Torneio de Verão de Nova Friburgo: 1990
- Copa Marlboro: 1990
- Torneio Quadrangular de Varginha: 1990
- Copa Sharp: 1990

Standard de Liège
- Copa da Bélgica: 1993

Milan
- Campeonato Italiano: 1998–99

Sporting
- Primeira Liga: 1999–00 e 2001–02
- Supertaça de Portugal: 2001–02
- Taça de Portugal: 2001–02

Goias
- Copa Centro-Oeste: 2002
- Campeonato Goiano: 2002

Internacional
- Campeonato Gaúcho: 2003

Seleção Brasileira
- Torneio Internacional de Toulon (Sub-20): 1983
- Jogos Pan-Americanos: 1987
- Torneio Bicentenário da Austrália: 1988
- Medalha de prata nos Jogos Olímpicos: 1988[4]
- Copa América: 1989
- Copa Umbro: 1995